# Kornati (wieś)
Kornati – wieś w Chorwacji, w żupanii szybenicko-knińskiej, w gminie Murter-Kornati. W 2011 roku liczyła 19 mieszkańców.